# Mikael Dahl
Mikael Dahl (født omkring 1659 i Stockholm, død 20. oktober 1743 i London) var en svensk kunstner (portrætmaler), der stod i lære hos David Klöcker Ehrenstrahl, og som primært fik en karriere i England. Hans søn af samme navn var også maler.
Dahl lærte sig barokmaleriets teknik i den store Eherenstrahls malerifabrik. 1678 fulgte han en engelsk købmand til London, hvorfra han siden begav sig ud på en længere studierejse til Paris og Rom. I Rom malede han i 1687 et portræt af dronning Kristina af Sverige.
Han arbejdede i mange år i London og fremstod snart som en værdig udfordrer til den tyskfødte Godfrey Kneller (oprindeligt Gottfried Kniller), som var periodens mest populære portrætmaler i hofkredse. En kort periode mellem 1685 og 1689 arbejdede han også i Italien. I England fremstillede Dahl flere værker for hertugen af Somerset og for dronning Anne og hendes gemal, prins Jørgen.
I England er Dahl blandt andet repræsenteret på National Portrait Gallery og i Sverige findes han på Gripsholm med et portræt af den unge Karl XII.